# 중가리아

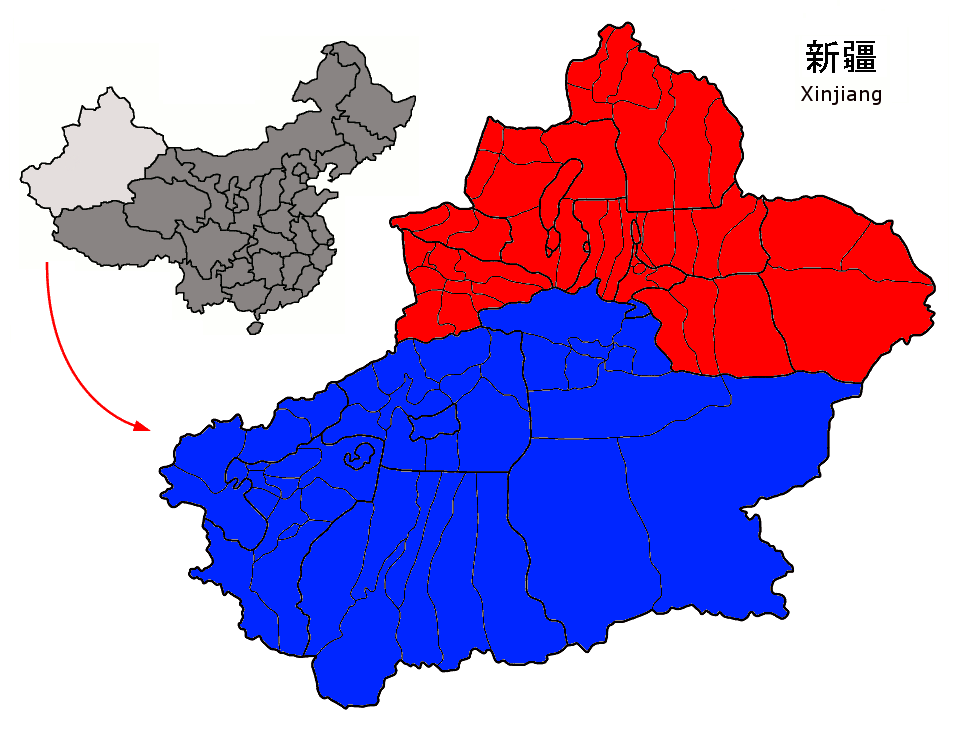

중가리아(중국어 간체자: 准噶尔, 정체자: 準噶爾, 병음: Zhǔngáěr)는 신장 위구르 자치구의 북부 지역으로 투루판 분지와 중가르 분지로 이루어지는 지역이다. 신장 위구르 자치구의 북쪽이라는 뜻에서 베이장(北疆, 북강)이라고도 한다.
중국 신장 위구르 자치구 지역 북부를 일컫는 말로, 준가리아라고도 부른다. 중가리아 북부에는 천산 산맥과 알타이 산맥 사이의 중가르 분지가 있으며 서쪽으로는 일리 강이 흐르고 있다.
18세기 청나라가 통치했다. 청나라는 중가르인들에 대한 학살을 벌인 뒤 본토의 한족과 회족을 중가리아로 대량 이주시켜 재개척하였다. 청나라가 지배했던 신강성의 범위는 지금의 키르기스스탄 동부와 카자흐스탄 남동부 발하슈 호 유역, 타지키스탄 동부 파미르 고원, 아프가니스탄 제일 동부의 바다흐샨 지역까지 차지했었다.
1950년대 신장 지역이 중화인민공화국에 편입되고 나서도 한족의 이주는 산업화와 함께 가속되어 오늘날 한족의 비율은 타림 분지보다 중가리아에서 훨씬 높다. 이외에 카자흐족, 키르기스족, 몽골족 등이 예로부터 거주하고 있다.

## 같이 보기
- 중가르 칸국
- 타림 분지